# Vérin (Loire)
Cet article concerne la commune française de la loire. Pour le dispositif mécanique, voir Vérin. Pour les autres homonymes, voir Vérin (homonymie).
Vérin est une commune française située dans le département de la Loire en région Auvergne-Rhône-Alpes.

## Géographie
Vérin est située dans l'aire urbaine de Vienne et dans son unité urbaine. Elle est la commune la plus à l'est du département de la Loire.

### Climat
Pour des articles plus généraux, voir Climat d'Auvergne-Rhône-Alpes et Climat de la Loire.
En 2010, le climat de la commune est de type climat océanique altéré, selon une étude du Centre national de la recherche scientifique s'appuyant sur une série de données couvrant la période 1971-2000. En 2020, Météo-France publie une typologie des climats de la France métropolitaine dans laquelle la commune est dans une zone de transition entre le climat semi-continental et le climat de montagne et est dans la région climatique  Nord-est du Massif Central, caractérisée par une pluviométrie annuelle de 800 à 1 200 mm, bien répartie dans l’année. 
Pour la période 1971-2000, la température annuelle moyenne est de 12,3 °C, avec une amplitude thermique annuelle de 18 °C. Le cumul annuel moyen de précipitations est de 786 mm, avec 8,5 jours de précipitations en janvier et 6,1 jours en juillet. Pour la période 1991-2020, la température moyenne annuelle observée sur la station météorologique de Météo-France la plus proche, « Reventin », sur la commune de Reventin-Vaugris à 7 km à vol d'oiseau, est de 12,9 °C et le cumul annuel moyen de précipitations est de 775,7 mm,. Pour l'avenir, les paramètres climatiques de la commune estimés pour 2050 selon différents scénarios d'émission de gaz à effet de serre sont consultables sur un site dédié publié par Météo-France en novembre 2022.

## Urbanisme

### Typologie
Au 1er janvier 2024, Vérin est catégorisée commune rurale à habitat dispersé, selon la nouvelle grille communale de densité à sept niveaux définie par l'Insee en 2022.
Elle appartient à l'unité urbaine de Vienne, une agglomération inter-départementale regroupant 25  communes, dont elle est une commune de la banlieue,,. Par ailleurs la commune fait partie de l'aire d'attraction de Lyon, dont elle est une commune de la couronne,. Cette aire, qui regroupe 397 communes, est catégorisée dans les aires de 700 000 habitants ou plus (hors Paris),.

## Histoire
L'origine du nom « Vérin » pourrait provenir d'un habitant appelé Verinus, peut-être un officier romain, qui aurait résidé à cet endroit. L'abbé Batia écrit ainsi que Vérin signifie « terre de Verinus ». Vérin est mentionné pour la première fois dans les documents en 1405 comme faisant partie du territoire de Châteauneuf, sous le nom de Versus Verent.
Dans la seconde moitié du XIXe siècle, une église est construite ce qui permet à Vérin de s'ériger en paroisse en 1871, même s'il est probable qu'une chapelle existait déjà auparavant. La paroisse est finalement détachée des villages de Saint-Michel-sur-Rhône et de Chuyer le 14 février 1880 pour former une commune à part entière.
Pendant la Seconde Guerre mondiale, le village subit durement les effets des restrictions.

## Blasonnement
|  | Les armoiries de Vérin se blasonnent ainsi : D'azur à la barque de marinier en chef, chargée de ses attributs et d'un marinier, le tout d'or, à deux oiseaux huppés d'argent affrontés, la tête contournée au bec tenant une fleur d'or et accompagnés en pointe d’une grappe de raisin du même. |

## Politique et administration
| Période   | Période  | Identité          | Étiquette | Qualité                    |
| --------- | -------- | ----------------- | --------- | -------------------------- |
| 1880      | 1886     | Joseph Forest     |           |                            |
| 1886      | 1904     | François Garde    |           |                            |
| 1904      | 1919     | Marc Gachet       |           |                            |
| 1919      | 1925     | Marius Nicolas    |           |                            |
| 1925      | 1944     | Guillaume Corompt |           |                            |
| ?         | ?        | M. Colombet       |           |                            |
| ?         | ?        | Victor Oster      |           |                            |
| 1947      | 1959     | Léon Chirat       |           |                            |
| 1959      | 1964     | Henri Bernard     |           |                            |
| 1964      | 1971     | André Collet      |           |                            |
| 1971      | 1977     | Antoine Matrat    |           |                            |
| 1977      | ?        | André Canet       |           |                            |
| mars 19.. | En cours | Valérie Peysselon | DVD       | Conseillère départementale |

## Démographie
L'évolution du nombre d'habitants est connue à travers les recensements de la population effectués dans la commune depuis 1881. Pour les communes de moins de 10 000 habitants, une enquête de recensement portant sur toute la population est réalisée tous les cinq ans, les populations de référence des années intermédiaires étant quant à elles estimées par interpolation ou extrapolation. Pour la commune, le premier recensement exhaustif entrant dans le cadre du nouveau dispositif a été réalisé en 2004.

En 2022, la commune comptait 655 habitants, en évolution de −2,38 % par rapport à 2016 (Loire : +1,32 %, France hors Mayotte : +2,11 %).
| 1881 | 1886 | 1891 | 1896 | 1901 | 1906 | 1911 | 1921 | 1926 |
| ---- | ---- | ---- | ---- | ---- | ---- | ---- | ---- | ---- |
| 439  | 407  | 396  | 419  | 398  | 423  | 373  | 332  | 328  |

| 1931 | 1936 | 1946 | 1954 | 1962 | 1968 | 1975 | 1982 | 1990 |
| ---- | ---- | ---- | ---- | ---- | ---- | ---- | ---- | ---- |
| 324  | 343  | 287  | 312  | 351  | 404  | 411  | 435  | 512  |

| 1999 | 2004 | 2006 | 2009 | 2014 | 2019 | 2022 | - | - |
| ---- | ---- | ---- | ---- | ---- | ---- | ---- | - | - |
| 577  | 691  | 722  | 697  | 681  | 664  | 655  | - | - |

## Lieux et monuments
- Château-Grillet.
- Église Saint-Pierre qui dépend de la paroisse Bienheureux Frédéric Ozanam de l'archidiocèse de Lyon[25]

## Personnalités liées à la commune
- Blaise Pascal (1623-1662), philosophe, mathématicien et physicien, séjourna une nuit à Château-Grillet en septembre 1652, à l'invitation de son confrère Girard Desargues, propriétaire du château[26].